# Боасвен (Манитоба)
Боасвен (енгл. Boissevain) је варошица на крајњем југозападу канадске провинције Манитоба и део је географско-статистичке регије Вестман. Варошица се налази на самој граници са америчком савезном државом Северна Дакота и смештена је између варошица Делорејн на западу и Киларни на истоку, а најближе градско насеље је град Брандон на северу.
Први европски истраживачи у ово подручје дошли су 1738. године, а насеље су 1881. основали досељеници из суседног Онтарија и назвали су га Чери Крик (Cherry Creek). У насеље је 1885. стигла и железница, а главни финансијер њеног доласка био је холандски банкар Адолф Боасвен у чију част је име насеља промењено у Боасвен 1889. године. Насеље је 1906. добило службени статус варошице.
Према резултатима пописа становништва из 2011. у варошици су живела 1.572 становника у 702 домаћинства, што је за 5% више у односу на 1.497 житеља колико је регистровано
приликом пописа 2006. године.
Један од најупечатљивијих симбола вароши је велика скулптура корњаче коју мештани зову Томи (Tommy the Turtle), висока 8,5 м и тешка 4,5 т. У варошици су се од 1974. па све до неколико година уназад сваког лета одржавале трке корњача које су представљале туристичку атракцију вароши и околине. Знаменитост града су и бројни мурали на зидовима грађевина који приказују разне детаље везане за традицију и културу тог подручја.
Јужно од вароши налази се побрђе Тертл Маунтин које се у односу на околну прерију издиже до стотињак метара (надморска висина 600 м). Побрђе је део истоименог заштићеног подручја од провинцијског значаја.
Локална школа уврштена је на листу 30 најбољих образовних установа тог типа у целој Канади (према канадском недељнику Маклејнс - Maclean's Magazine).

## Становништво
| 2011. |
| ----- |
| 1.572 |